# 遊客過境旅遊票
遊客過境旅遊票（英語：Tourist Cross-boundary Travel Pass）是香港港鐵的旅遊套票，用以供遊客使用港鐵網絡，於2009年12月1日推出，取代原有的「過境旅遊套票」。於2011年5月1日起，分為兩個版本：「一日票」及原有的「兩日票」。
「遊客過境旅遊票」已於2022年11月30日起停售。

## 設計
「遊客過境旅遊票」的兩款車票設計中間印有香港體育館和深圳市景色（信興廣場及附近樓宇），以及東鐵綫的代表色，車票主色以白色（1天）／淺藍色（2天）為主色。
「遊客過境旅遊票」（已停售）磁帶車票設計的兩款車票設計以一列都城嘉慕列車及SP1900列車作主體，背面是條款及條件，並以淺綠色為主色。

## 用途
「遊客過境旅遊票」可供所有遊客於發票當日起1個月內，首次使用起1日內或連續2日內：
1. 無限次乘搭港島綫、南港島綫、荃灣綫、觀塘綫、將軍澳綫、東涌綫、迪士尼綫、東鐵綫普通等[3]、屯馬綫、輕鐵[4]及港鐵巴士（新界西北）；及
2. 乘搭港島綫、南港島綫、荃灣綫、觀塘綫、將軍澳綫、東涌綫、迪士尼綫、東鐵綫普通等及屯馬綫來回羅湖站或落馬洲站車程一次。

以上兩款車票均只限非香港居民及能出示有效旅遊證件證明的乘客使用，購買及或領取車票時遊客亦須能證明其來港不多於14天。

## 售價
「遊客過境旅遊票」售價分為HK$100（1天）及HK$140（2天），只於東鐵綫羅湖站及落馬洲站之客務中心，和該兩車站及機場站的「港鐵旅遊」發售。「遊客過境旅遊票」亦接受網上購票。

## 過往多年的名稱、使用範圍及售價
| 日期          | 日期           | 車票名稱                   | 車票使用範圍 | 車票使用範圍         | 售價   | 售價   |
| 開始          | 結束           | 車票名稱                   | 港鐵及輕鐵   | 港鐵巴士（新界西北） | 1天    | 2天    |
| ------------- | -------------- | -------------------------- | ------------ | -------------------- | ------ | ------ |
| 2009年12月1日 | 2011年4月30日  | 遊客過境旅遊票             | O            | X                    | 不適用 | HK$120 |
| 2011年5月1日  | 2016年1月30日  | 遊客過境旅遊票（1天／2天） | O            | X                    | HK$85  | HK$120 |
| 2016年1月31日 | 2019年1月1日   | 遊客過境旅遊票（1天／2天） | O            | X                    | HK$100 | HK$140 |
| 2019年1月2日  | 2022年11月29日 | 遊客過境旅遊票（1天／2天） | O            | O                    | HK$100 | HK$140 |

## 注意事項
- 車票只限遊客使用，港鐵職員在售票時會按規定檢查旅遊證件，而且在使用時如被港鐵職員發現以上使用資格問題，乘客會被視作無票乘車，並須繳交附加費HK$500（輕鐵為HK$290），而港鐵職員亦會將該車票沒收。
- 如果遊客未能在150分鐘內完成港鐵車程（輕鐵除外），會被收取相等於當時港鐵最高車費作為港鐵附加費。
- 乘客不可以憑本項車票繳付頭等額外費去享用東鐵綫頭等服務，使用本車票乘客如乘搭東鐵綫頭等，必須於九龍塘站或紅磡站出閘，再購買成人頭等車票，繳付全程成人單程票頭等額外正價車費，否則將被視作無購票論，並須繳交附加費HK$500。
- 乘客憑本項車票乘搭輕鐵及港鐵巴士（新界西北）時，車票須先有港鐵車程紀錄（機場快綫除外）；使用本項車票乘搭輕鐵時，必須於入站時將有效「遊客過境旅遊票」車票輕觸於登車站的「入站收費器」，及於下車後將車票輕觸於下車站的「出站收費器」確認出站，否則會被視作無票乘車，並須繳付附加費HK$290；而乘搭港鐵巴士（新界西北）時，則於上車時必須將有效的「車票」輕觸八達通收費器。
- 車票不適用於乘搭港鐵接駁巴士，亦不可享有以上的相關轉乘優惠，乘客乘搭港鐵接駁巴士的車程，須繳付該車程的正價車費。
- 車票並不能於羅湖站／落馬洲站出閘及入閘各超過一次，如乘客於羅湖站／落馬洲站第二程或以後車程出閘將視作違反此車票之條款及條件，須繳付由入閘車站及至羅湖站／落馬洲站的全程正價車費，或於粉嶺站或上水站改用其他有效車票（如：八達通）繳付餘下車程的正價車費。
- 乘客可於任何港鐵客務中心、自助客務機、售票增值機（設於堅尼地城站、香港大學站、西營盤站、海洋公園站、黃竹坑站、利東站、海怡半島站、黃埔站、何文田站、九龍塘站、旺角站、土瓜灣站、宋皇臺站、啟德站及顯徑站）或八達通查閱機，查閱遊客過境旅遊票之剩餘過境車程次數、有效期及時間。

## 歷史
- 2009年12月1日，港鐵推出「遊客過境旅遊票」，售價為HK$120，可供乘客於發票當日起1個月內，首次使用起連續2日內無限次乘搭港鐵[3]及輕鐵；及乘搭港鐵來回羅湖站或落馬洲站一次，推出時已定為遊客車票。
- 2011年5月1日，「遊客過境旅遊票」將分為兩個版本，分別是新推出一日票「遊客過境旅遊票（1天）」及原有兩日票「遊客過境旅遊票(2天)」。[6]
- 2012年7月1日，為紀念香港海洋公園35周年紀念，「遊客過境旅遊票」推出香港海洋公園特别版，其中「遊客過境旅遊票（1天）」以園內動物「海獅」加上一列港鐵SP1900列車為主題，而「遊客過境旅遊票（2天）」則以園內動物「大熊貓」加上一列港鐵都城嘉慕電動列車為主題，並附送海洋公園的相關優惠，售價、發售地點及使用範圍等與一般版相同，銷售期至同年9月30日為止。
- 2013年5月17日，為慶祝香港迪士尼樂園「迷離莊園」開幕，「遊客過境旅遊票」推出香港迪士尼樂園特別版，其中「遊客過境旅遊票（1天）」以米妮老鼠為主題，而「遊客過境旅遊票（2天）」則以唐老鴨為主題，兩者均附送香港迪士尼樂園的相關優惠，售價、發售地點及使用範圍等與一般版相同，銷售期至同年10月10日為止。[7]
- 2013年8月28日，港鐵宣佈，於2013年10月起，逐個車站改以智能車票代替相關技術已過時的磁帶車票[8]，而該智能車票亦應用於遊客過境旅遊票，設計則改用白色和藍色為主，車票中間印有香港體育館和深圳市景色（信興廣場及附近樓宇），以及東鐵綫的代表色。智能車票已於2014年1月16日陸續推出推出。[9]當港鐵巴士車上的八達通收費器可以使用智能車票後，本票的使用範圍亦會擴展至港鐵巴士，而乘搭輕鐵時，同樣須要先有港鐵/港鐵巴士車程紀錄，而輕鐵車程同樣須在該車票有效期前結束。乘搭港鐵重鐵網絡時，使用方式為「拍票入閘．插票出閘」（出閘時請取回車票）（當車票使用「拍票出閘」的形式使用，插票口的提示燈會閃爍，提示乘客須以「插票出閘」的形式使用）。而車票的有效期可於各港鐵車站（機場快線除外）的「八達通查閱機」查閱。
- 2014年1月16日，智能車票版本的「遊客過境旅遊票」已於當日起在機場站、羅湖站及落馬洲站的「港鐵旅遊」及深圳市的特許銷售點發售。
- 2014年3月11日，隨著羅湖站及落馬洲站開始發售智能車票，智能車票版本的「遊客過境旅遊票」亦於當日起於羅湖站及落馬洲站的客務中心發售，而磁帶車票版本的「遊客過境旅遊票」亦於同日起停售。
- 2014年3月19日，為配合港鐵全綫車站發售智能車票，由當日起仍然持有有效的磁帶車票版本的「遊客過境旅遊票」，可於有效期內到港鐵客務中心更換為智能車票版本，而有效期與磁帶車票版本相同。
- 2016年1月31日，由當日起購買的「遊客過境旅遊票」調整售價，售價分別由HK$85(1天)／$120(2天)調整至HK$100(1天)／$140(2天)。
- 2019年1月2日，「遊客過境旅遊票」的使用範圍亦擴展至港鐵巴士（新界西北），乘搭港鐵巴士（新界西北）時，必須於上車時將有效車票輕觸八達通收費器。
- 2020年2月4日，因應2019冠狀病毒病疫情，羅湖站或落馬洲站關閉，「遊客過境旅遊票」由當日起暫停發售，直至另行通知。
- 2021年8月1日，由當日起使用「遊客過境旅遊票」乘搭輕鐵時，必須於入站時將有效「遊客過境旅遊票」車票輕觸於登車站的「入站收費器」，及於下車後將車票輕觸於下車站的「出站收費器」確認出站。
- 2022年11月30日，「遊客過境旅遊票」停止發售（然而因羅湖站及落馬洲站因疫情暫時關閉，實際於2020年2月4日起停售）。

## 外部連結
- 香港鐵路大典上的相关条目：遊客過境旅遊票